# Baranisobas sinetuber
Baranisobas sinetuber är en stekelart som beskrevs av Tereshkin 2002. Baranisobas sinetuber ingår i släktet Baranisobas och familjen brokparasitsteklar. Inga underarter finns listade.